# Tsuchiya Takao
Tsuchiya Takao (japanisch 土屋 喬雄; geboren 21. November 1896 in Tokio; gestorben 19. August 1988 ebenda) war ein japanischer Wirtschaftswissenschaftler.

## Leben und Wirken
Tsuchiya Takao machte 1921 seinen Studienabschluss an der Universität Tokio. 1923 wurde er Assistent an seiner Alma Mater. Von 1927 bis 1929 bildete er sich in Europa und in den USA weiter. 1939 wurde er Professor für Wirtschaftswissenschaften.
1933 veröffentlichte Tsuchiya in der Zeitschrift „Kaizō“ (改造) „Manufaktur der Tokugawa-Zeit“. Er kritisierte Hattori Shizōs „Stadientheorie des strikten Manufaktur des Bakumatsu“, die das Ende der Edo-Zeit als „Ära der strikten Manufaktur im Sinne von Marx“ definierte. Damit begann die Kontroverse um die Manufaktur in der Zeit. Die Kontroverse selbst war „auf eine Fehlinterpretation der ‚Kapitaltheorie‘ zurückzuführen“, aber diese Kontroverse hob immerhin das Niveau der empirischen Forschung zur ländlichen Industrie am Ende der Edo-Zeit.
1935 erschien der Forschungsbericht „Visit of the Meiko Buraku“ (名子部落を訪ねて) in der Zeitschrift der Universität Tokio. Er kritisierte, dass Yamada Moritarō das japanische Pacht-System (小作制度, Kosakuseido) als eine Halbleibeigenschaft ansah. 1944 wurde er als Professor der Universität Tokio entlassen, konnte aber ab 1952 dort wieder als Professor arbeiten. Nach seinem Ausscheiden als Meiyo Kyōju wirkte er als Professor an der Meiji-Universität und an der Komazawa-Universität.
Beschäftigt mit der japanischen Wirtschaftsgeschichte entwickelte Tsuchiya seine eigene Theorie, was den Prozess der Etablierung des japanischen Kapitalismus betraf, u. a. durch Forschungen zu dem Unternehmer  Shibusawa Eiichi. Er leistete viel bei der Organisation von Materialien bezüglich der Meiji-Ära durch die Herausgabe von „Meiji zenki zaisei keizai shiryō shūsei“ (明治前期財政経済史料集成) von 1931 bis 1936 in 21 Bänden publiziert. Er verfasste auch viele Bücher, darunter „Research on the Process of Feudal Social Collapse“ (封建社会崩壊過程の研究, Hōken shakai hōkai katei no kenkyū). 1965 wurde er mit dem Asahi-Preis ausgezeichnet.
Bestattet wurde Tsuchiya auf dem Friedhof Tama.